# Xu Jiang
Xu Jiang (chinesisch 许江, Pinyin Xǔ Jiāng; * 1955) aus Fuzhou ist ein chinesischer Maler und Präsident der Chinesischen Hochschule der Künste in Hangzhou.

## Biografie
Xǔ Jiāng schloss 1982 seine Ausbildung als moderner Maler (Ölmaler) ab. Als Ölmalerei wird im Chinesischen die gesamte Malerei im westlichen Stil bezeichnet. Trotz dieser prägenden Kontakte mit der modernen westlichen Malerei ist er ein Lehrer der traditionellen chinesischen Methoden geblieben. Bereits zu Beginn des Zeitalters der Reformen von Deng Xiaoping ab 1978, führte die Chinesische Hochschule der Künste in Zhejiang relativ früh moderne Kunst aus dem Ausland ein und förderte den künstlerischen Austausch mit dem Westen. Hierdurch lernte Xu frühzeitig andere Kunstkonzepte und Stilrichtungen kennen. Während dieser persönlichen Entwicklung konnte er sich unter den Schutz der politischen Maxime stellen: „Sich von der Klassik verabschieden und gegen das Orthodoxe rebellieren“.
1988 ging er an die Hochschule für bildende Künste Hamburg und begann kurz danach in abstrakten Ölgemälden und durch Kunst im öffentlichen Raum mit anderen Materialien, erweiterten Konzepten und neuen Stilrichtungen zu experimentieren.
Gegenwärtig kann man seine Arbeit in zwei Bereiche einteilen:
- die abstrakte Malerei und
- die Verbindung von Malerei und Skulptur zur bemalten Skulptur.

In der chinesischen Ölmalerei müssen vor allem die vierteiligen Wandschirme, mit deren Bemalung er nach seinem Aufenthalt in Deutschland begonnen hat, hervorgehoben werden.

## Ämter
- Professor der Chinesischen Hochschule der Künste und ihr Präsident
- Direktor der Assoziation der bildenden Künstler Chinas
- Mitglied des Komitees der Ölmaler Chinas
- Vorstand in der Gesellschaft der Ölmaler Chinas
- Stellvertretender Vorsitzender der Gesellschaft der Künstler Zhèjiāngs
- Vorsitzender der Gesellschaft der Ölmaler in Zhèjiāng

## Rezeption seiner Werke
Die Rezeption seiner Arbeit zeigt, dass in China und in Deutschland unterschiedliche Aspekte hervorgehoben werden. Während von chinesischer Seite hauptsächlich die emotionale und strukturelle Einbettung in die Kultur der chinesischen Malerei hervorgehoben wird, die aber durchaus mit formalen Elementen des Westlichen Stils verbunden sind, so wird in der Besprechung der in Dresden und Kassel 2012 ausgestellten „Sonnenblumen“ deren gesellschaftskritischer Symbolgehalt in den Vordergrund gestellt:
- Chinesischer Kommentar[1]

„Die von ihm veröffentlichte Gemäldesammlung Vier Jahreszeiten, acht Himmelsrichtungen ist eine spezielle Sammlung seiner abstrakten Gemälde. […] Aber er hat seine Liebe zu den Bergen und Flüssen seines Vaterlandes hinein gegeben. Diese Arbeiten haben alle die Struktur vierteiliger Wandschirme sie haben offensichtlich eine östliche Form. Pinselstriche wandernder Wolken und fließenden Wassers zeigen den unvergänglichen Reiz der chinesischen Tuschmalerei. […] Frühlingsopfer, Die Harmonie der Landschaft, Sommer Ähren […] und weitere abstrakte Arbeiten […] sind einerseits durch die Form vierteiliger Wandschirm mit der chinesischen Tradition verbunden, zeigen andererseits die gesamte Breite der Technik der westlichen Malerei.“
- Deutscher Kommentar[3]

„XU Jiang machte bereits 1988/89 im Rahmen eines Studienaufenthalts an der Hochschule für bildende Künste in Hamburg seine ersten Deutschlanderfahrungen. Heute arbeitet er als Professor, Kurator und Künstler mit einem Fokus auf Landschaftsmalerei. Seine Landschaften sind Ausdruck sowohl spiritueller als auch intellektueller und kultureller Thematik, die den Künstler in der Wahrnehmung der Welt beschäftigen. Häufig verbindet er traditionelle Kunst mit neuen Medien.“
"Im Rahmen des chinesischen Kulturjahres wurden XUs Sonnenblumen bereits in der Staatlichen Kunstsammlung Dresden gezeigt. Das Motiv der Sonnenblumen bestimmt seit 2003 sowohl XUs Ölgemälde als auch seine Installationen. Sie knüpfen an seine Zeit als Lehrer in der Fujian-Provinz an und erinnern an den von Sonnenblumen geprägten Campus der China Academy of Art, deren Direktor XU ist. Sie verbinden westliche Kunst mit traditioneller chinesischer Ästhetik. […] Die Sonnenblumen rufen im chinesischen Kontext ganz unterschiedliche Assoziationen hervor. Bei XU zeigen sich die Blumen einerseits halb verwelkt und mit gesenkten Köpfen. So erinnern sie an die dramatischen Auswirkungen der Kulturrevolution auf seine Generation. Auch AI Weiwei sieht in seinem Werk „Sunflower Seeds“ die Sonnenblumen als die Massen, die sich MAO, der Sonne, zuneigen und an dem sie gleichzeitig zu verbrennen drohen. Auch XUs Blumen sind in dieser Ambivalenz deutbar, denn sie zeigen durch ihre Wendung in verschiedene Himmelsrichtungen die Notwendigkeit einer von der Kulturrevolution beeinflussten Generation, sich neu zu orientieren."

## Auszeichnungen
- 1993: Für immer blühende Kunst

## Ausstellungen
Ausstellungen von Xu gab es unter anderem
- 1984: Brüder und Schwestern der Überseechinesen, 6. Nationale Kunstausstellung
- 1986: Trommler und Trompeter der Armee, Nationale Ausstellung der Schönen Künste
- 1987: Beyond the Open Door
- 1988: Götter spielen Schach: Xu Jiang Eine chinesische Ausstellung, erste Einzelausstellung außerhalb Chinas in der In Faust Galerie Hamburg[4]
- 1988 bis 1989 arbeitete er in Deutschland an der Akademie der Schönen Künste in Hamburg[5]. Daneben zeigte er seine Serie Jiang xiang he (将相合) innerhalb der Ausstellung junger chinesischer Kunst in Saarbrücken
- 1991: Zweite Ausstellung der neuen akademischen Gruppe
- 1992: Jahresausstellung chinesischer Ölmalerei in Hongkong
- 1993: Jubiläumsfeier der Chinesischen Hochschule der Künste in Zhejiang
- 1994: Ausstellung der Werke in der Chinesischen Hochschule der Künste
- 1995: „Ausstellung neuer Chinesischer Kunst“ in Hamburg
- 2001: Heaven and Earth: Two Visions of China (with Shi Hui), Chicago, USA[5]
- 2006: Far West, Kunsthaus Hamburg[2][6]
- 2012: Alles unter dem Himmel gehört allen, Kassel.
- 2012: Re-Generation, Lipsiusbau, Dresden[7]

## Publikationen
- „Von der Skizze zum Design“, Verlag der Schönen Künste, Zhejiang[1]
- „Vier Jahreszeiten, acht Himmelsrichtungen“, Hongkong Yihualang.[1]
- "Far West – KP Brehmer, Xu Jiang, Shan Fan, Wu Shanzhuan. Vier Künstler zwischen Deutschland und China [Broschiert] Claus Mewes (Autor).[2]